# Bathysonde

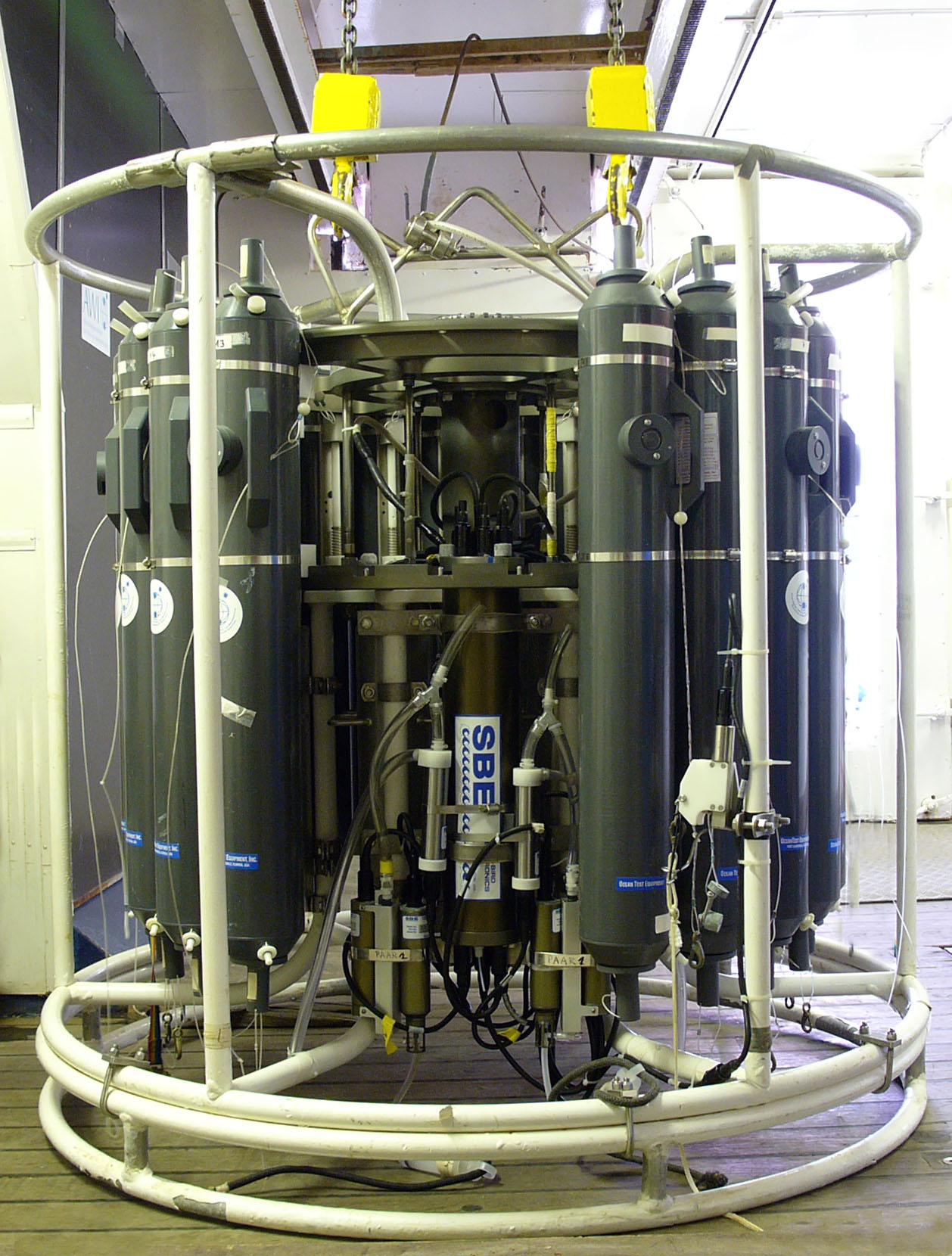
Bathysonde (CTD probe) comprenant une rosette de bouteilles de prélèvement.

Une bathysonde est un capteur multiparamètres utilisé pour acquérir un profil vertical continu de mesures océanographiques.
Une bathysonde mesure en général toujours :
- la température
- la pression
- la salinité

et généralement la conductivité électrique (d'où son nom "court" en anglais : CTD probe, pour Conductivity, Temperature, Depth)
Suivant les besoins, une bathysonde peut être munie de capteurs additionnels (turbidité, chlorophylle, oxygène dissous, etc.) ; elle est souvent montée sur un dispositif de prélèvement d'eau de mer nommé « rosette », un barillet portant des bouteilles de prélèvement dont la fermeture peut être commandée de la surface. Les échantillons recueillis peuvent être utilisés pour étalonner les capteurs de la bathysonde, par comparaison avec les mesures acquises au moment du prélèvement.